# Dush-toh

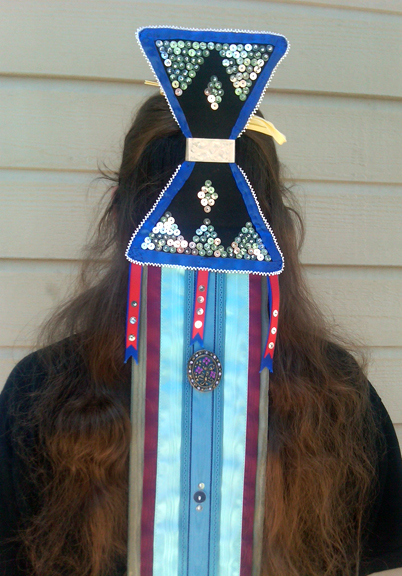
Noia caddo portant un doosh-toh fet per Tracy Burrows (Caddo-Delaware)

Un dush-toh, també pronunciat dush-too, dush-tooh, o dush-tuh, és un ornament per al cabell tradicional caddo que duen les nenes i les dones durant les danses, particularment durant la dansa del gall dindi.
Un dush-toh consisteix en un marc embellit amb forma de papallona o de rellotge de sorra que es col·loca a la part posterior del cap amb cintes que cauen per la part posterior, gairebé fins a terra. Es van fer en els segles XIX i XX, i també en l'actualitat.

## Marc
La part superior del marc en forma de papallona té habitualment 4,25 polzades d'ample i la part inferior té generalment 4-5/8 polzades d'ample. El marc és de 7,5 polzades d'alt. El marc pot estar cobert de feltre negre i ribetejat amb cintes de colors en ambdós costats. Altres adorns inclouen llavors de gra blanques cosides al llarg de les vores i claus de plata col·locats d'acord amb la preferència de la persona. Una banda de plata corre al voltant del punt de la trama, que està vinculat al cabell. També es pot usar una forquilla de fusta per sostenir el dush-toh en el seu lloc més estret. Els punts de plata alemanya es poden unir a les rosetes del marc i de comptes es poden utilitzar per decorar el centre de la imatge.

## Cintes

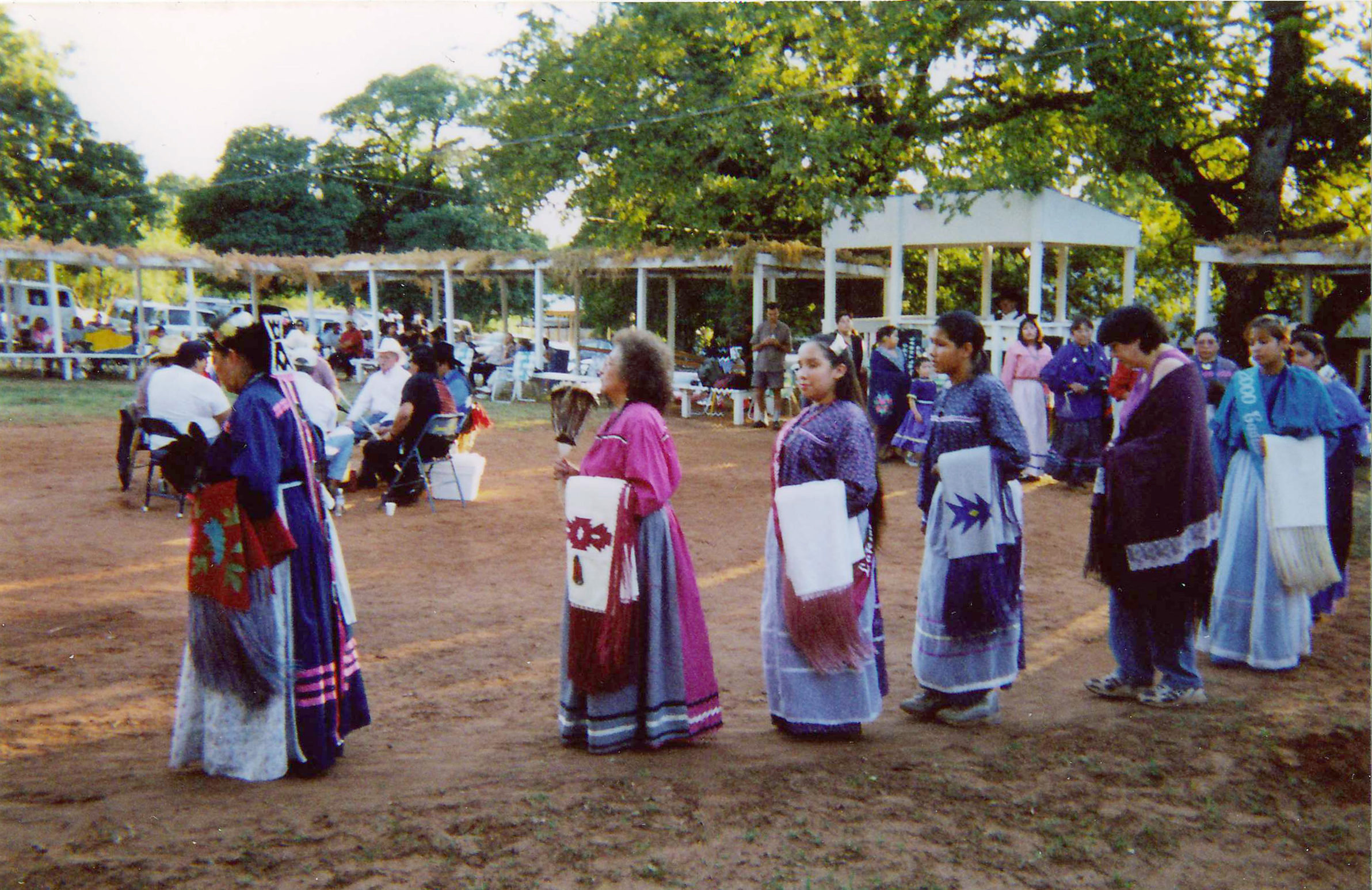
Dansa del gall dindi, Complex Tribal Caddo, Binger, Oklahoma, 2000. És visible el dush-toh que porten les dansaires.

Les cintes, generalment de seda regatada, estan unides a la part inferior de la peça de cap. Quatre capes de cintes estan cosides a una banda de cinta, que es cus al feltre en el marc. Les cintes poden ser de colors sòlids o a quadres. Crren per l'esquena a la línia de la vora del vestit de la ballarina. També es poden cosir campanetes o cai'-coo-tze a la part inferior per al pes i un so musical. Les cintes poden ser adornades amb petxines, miralls, medallons de plata alemana o rosetes de comptes.

## Classes
La Nació Caddo offereix classes de fer dush-tohs als joves caddo durant el campament anyal d'estiu.